# Dynamenella acuticauda
Dynamenella acuticauda är en kräftdjursart som beskrevs av Menzies 1962. Dynamenella acuticauda ingår i släktet Dynamenella och familjen klotkräftor. Inga underarter finns listade i Catalogue of Life.